# Natriumfluorophosphat
Natriumfluorophosphat ist eine anorganische chemische Verbindung aus der Gruppe der Phosphate.

## Gewinnung und Darstellung
Natriumfluorophosphat kann durch Reaktion von Natriummetaphosphat mit Natriumfluorid bei 650 °C gewonnen werden.
{\displaystyle \mathrm {NaPO_{3}+NaF\longrightarrow Na_{2}PO_{3}F} }

## Eigenschaften
Natriumfluorophosphat ist ein weißer geruchloser Feststoff, der leicht löslich in Wasser ist. Seine Toxizität ist nur etwa 1/3 so groß wie die von Natriumfluorid.

## Verwendung
Natriumfluorophosphat wird als Wirkstoff zur Fluoridierung in Zahnpasten, Zahnlacken, Touchierlösungen und Trinkwasser verwendet. Es dient auch als Flussmittel für Metallschmelzen, bei keramischen Erzeugnissen und zur Bekämpfung von Mykosen. Es wird auch in Präparaten für die Osteoporosebehandlung eingesetzt. Die kariesreduzierende Wirkung wurde 1950 entdeckt.